# Calais RUFC
Der Calais RUFC oder vollständig Calais Racing Union Football Club war ein französischer Fußballverein aus Calais im Département Pas-de-Calais. Sein eigentliches Gründungsjahr ist 1974, als er aus einer Fusion des Racing Club de Calais mit der Union Sportive de Calais entstand. Ersterer war seinerseits schon 1902 aus einer Fusion zwischen FC und SC Calais hervorgegangen und hatte von 1933 bis 1938 unter professionellen Bedingungen in der Division 2 gespielt. Die Verwurzelung des CRUFC in diesen beiden Vorgängern zeigt sich nicht nur im Klubnamen, sondern auch in den Vereinsfarben, die bis zuletzt Rot, Gelb und Schwarz waren: Der RC trug Gelb (in den Anfangsjahren: Gold) und Schwarz, die US Rot und Gelb.
Die Ligamannschaft spielte bis Herbst 2008 im Stade Julien-Denis, das Platz für 4.900 Zuschauer bot. Ab dann zog sie in das für 12.432 Zuschauer neu errichtete, gemeindeeigene Stade de l’Épopée um. In diesen Jahren pendelte sie zwischen dritter und fünfter Liga. Zur Saison 2017/18 wurde der Calais RUFC vom Verband in die neunte Liga zwangsversetzt, und im September 2017 ordnete ein Gericht die Auflösung des überschuldeten Vereins an. Sein Nachfolger im Großraum der Hafenstadt wurde der 2019 neu gegründete Grand Calais Pascal FC; dieser fusionierte 2023 mit dem Calais FC Hauts-de-France zum Racing Club Calais.

## Ligazugehörigkeit
Profistatus hat der RUFC nie besessen, wohl aber – von 1933 bis 1938 – sein Vorgänger RC Calais. Demzufolge konnte CRUFC auch nicht auf eine Teilnahme an der Division 1 (seit 2002 Ligue 1 genannt) zurückblicken. Der Nachfolger Racing Club Calais stieg im Jahr 2024 in die fünfte Liga auf; somit spielt wieder eine Mannschaft aus Calais auf nationaler Ebene.

## Pokalschreck
Im Landespokal allerdings hatte Calais in jüngerer Vergangenheit mehrfach auf sich aufmerksam gemacht: In der Saison 1999/2000 besiegte der damalige Viertligist sukzessive die Zweitligisten OSC Lille und AS Cannes sowie die Erstligisten Racing Strasbourg und Girondins Bordeaux und traf im Finale auf den FC Nantes, der sich erst durch ein Elfmetertor in der 90. Spielminute mit 2:1 durchzusetzen vermochte.

In der Saison 2005/06 gelangte der Klub nach Erfolgen über ES Troyes AC (Erstligist) und Stade Brest (zweite Liga) in das Viertelfinale; dort bedeutete erneut der FC Nantes (und mit 0:1 erneut nur knapp) das Ende eines gelungenen Pokalparcours.

2006/07 wiederum weit vorgestoßen, beendete diesmal der Erstligist CS Sedan mit 2:1 weitergehende Pokalträume des CRUFC in der Runde der letzten 32 Mannschaften.

## Erfolge
- Französischer Pokal: Finalist 2000

## Bekannte ehemalige Spieler
- Coloman Braun-Bogdan (RC Calais, späterer rumänischer Nationaltrainer)
- Julien Denis (RC Calais, bestritt 1908 zwei Länderspiele)
- Raoul Gressier (RC Calais, bestritt 1908 ein Länderspiel bei den Olympischen Spielen in London)